# Leichtathletik-Weltmeisterschaften 2019/Teilnehmer (Kuba)
| Gelbes Symbol für Goldmedaillen mit stilisierten Olympischen Ringen | Graues Symbol für Silbermedaillen mit stilisierten Olympischen Ringen | Braundes Symbol für Bronzemedaillen mit stilisierten Olympischen Ringen |
| ------------------------------------------------------------------- | --------------------------------------------------------------------- | ----------------------------------------------------------------------- |
| 1                                                                   | 1                                                                     | 1                                                                       |

Der Leichtathletikverband von Kuba will an den Leichtathletik-Weltmeisterschaften 2019 in Doha teilnehmen. 16 Athletinnen und Athleten wurden Ende August vom kubanischen Verband nominiert.

## Ergebnisse

### Frauen

#### Laufdisziplinen
| Athletin                                                                    | Disziplin    | Vorlauf        | Vorlauf | Halbfinale  | Halbfinale | Finale | Finale |
| Athletin                                                                    | Disziplin    | Zeit           | Platz   | Zeit        | Platz      | Zeit   | Platz  |
| --------------------------------------------------------------------------- | ------------ | -------------- | ------- | ----------- | ---------- | ------ | ------ |
| Roxana Gómez                                                                | 400 m        | 51,85 s        | 21      | 51,56 s SB  | 12         | DNQ    | DNQ    |
| Rose Mary Almanza                                                           | 800 m        | 2:03,42 min    | 28      | 2:01,18 min | 13         | DNQ    | DNQ    |
| Zurian Hechavarría                                                          | 400 m Hürden | 55,36 s        | 13      | 55,03 s     | 09         | DNQ    | DNQ    |
| - Rose Mary Almanza - Roxana Gómez - Zurian Hechavarría - Adriana Rodríguez | 4 × 400 m    | 3:29,84 min SB | 13      |             |            | DNQ    | DNQ    |

#### Sprung/Wurf
| Athletin                 | Disziplin      | Qualifikation | Qualifikation | Finale     | Finale |
| Athletin                 | Disziplin      | Weite/Höhe    | Platz         | Weite/Höhe | Platz  |
| ------------------------ | -------------- | ------------- | ------------- | ---------- | ------ |
| Yarisley Silva           | Stabhochsprung | 4,60 m        | 08            | 4,70 m     | 11     |
| Adriana Rodríguez        | Weitsprung     | 6,39 m        | 25            | DNQ        | DNQ    |
| Liadagmis Povea          | Dreisprung     | 14,08 m       | 15            | DNQ        | DNQ    |
| Denia Caballero          | Diskuswurf     | 65,86 m       | 02            | 68,44 m    | Silber |
| Melany del Pilar Matheus | Diskuswurf     | 52,52 m       | 27            | DNQ        | DNQ    |
| Yaimé Pérez              | Diskuswurf     | 67,78 m       | 01            | 69,17 m    | Gold   |

### Männer

#### Laufdisziplinen
| Athlet         | Disziplin    | Vorlauf | Vorlauf | Halbfinale | Halbfinale | Finale | Finale |
| Athlet         | Disziplin    | Zeit    | Platz   | Zeit       | Platz      | Zeit   | Platz  |
| -------------- | ------------ | ------- | ------- | ---------- | ---------- | ------ | ------ |
| Reynier Mena   | 200 m        | 20,52 s | 27      | 20,61 s    | 20         | DNQ    | DNQ    |
| Roger Iribarne | 110 m Hürden | 14,37 s | 34      | DNQ        | DNQ        | –      | –      |

#### Sprung/Wurf
| Athlet                 | Disziplin  | Qualifikation | Qualifikation | Finale     | Finale |
| Athlet                 | Disziplin  | Weite/Höhe    | Platz         | Weite/Höhe | Platz  |
| ---------------------- | ---------- | ------------- | ------------- | ---------- | ------ |
| Luis Enrique Zayas     | Hochsprung | 2,29 m        | 04            | 2,30 m PB  | 05     |
| Juan Miguel Echevarría | Weitsprung | 8,40 m        | 01            | 8,34 m     | Bronze |
| Andy Díaz              | Dreisprung | 16,41 m       | 24            | DNQ        | DNQ    |
| Jordan Díaz            | Dreisprung | 16,93 m       | 07            | 17,06 m    | 08     |
| Cristian Nápoles       | Dreisprung | 16,88 m       | 11            | 17,38 m PB | 05     |
| Jorge Fernández        | Diskuswurf | 60,60 m       | 25            | DNQ        | DNQ    |